# Mestna hiša, Osnabrück
Zgodovinska mestna hiša (nemško Rathaus) v Osnabrücku, Nemčija, je bila zgrajena v poznogotskem slogu med letoma 1487 do 1512. Je ena od najpomembnejših stavb in simbol Osnabrücka in se danes uporablja kot mestna hiša. Vestfalski mir so pogajali in podpisali udeleženci tridesetletne vojne v mestnih dvoranah Osnabrücka in Münstra leta 1648.
15. aprila 2015 je zgodovinski mestni hiši, kot enemu od mest v Vestfaliji, Evropska komisija podelila znak evropske kulturne dediščine. 

## Zgodovina
Osnabrückška stara mestna hiša na Marktu (trg) se je uporabljala še v 16. stoletju. Vendar je svet Hanseatskih mest iz Osnabrüka odredil gradnjo nove mestne hiše. Gradnja se je začela leta 1487; leta 1505 je bila postavljena streha in leta 1512 zaključena vsa dela na novi mestni hiši. Šele leta 1575 je bila dokončno končana vsa notranja dekoracija.
Zadnja leta tridesetletne vojne so bila najpomembnejša v zgodovini stavbe. Od 1643 do 1648 je del delegacij, ki so jih poslali udeleženci v tridesetletni vojni, zasedal v mestni hiši Osnabrück, na pogajanjih o miru. Končni rezultat je bil Westfälischer Frieden von Osnabrück und Münster (Vestfalska mirovna pogodba Osnabrück in Münster), podpisana leta 1648. Med tistimi, ki so sedeli v mestni dvorani Osnabrück, so bili odposlanci, ki so zastopali Kraljevino Švedsko, skupaj s tistimi, ki so zastopali cesarja in tudi cesarske posesti; v nasprotju s tistimi, ki so predstavljali cesarja in Francijo in so se pogajali hkrati v mestni hiši v Münstru. Danes na pogajanja spominjajo portreti 42 evropskih odposlancev na Friedenskongressu (mirovnem kongresu), postavljenih okoli sten Friedenssaal (dvorane miru) v mestni hiši. Poleg teh so trije portreti vladarjev glavnih vojskujočih se narodov: Kristina, švedska kraljica, Ludvik XIV. iz Francije in nemški cesar Ferdinand III.
Od 1846 do 1880 je bila originalna Friedenssaal mestne hiše spremenjena v tako imenovano Prunkhalle (razkošno dvorano). Ta sprememba je bila razveljavljena na začetku 20. stoletja, Friedenssaal pa vrnjena v prvotno stanje.
13. septembra 1944 so mestno hišo v Osnabrücku večkrat zadele zavezniške (zlasti britanske) bombe med letalskimi napadom in jo močno poškodovale. Mestna hiša je zgorela do temeljev. Ker je lokalno prebivalstvo skoraj vso zgodovinsko opremo mestne hiše že prej uskladiščilo v pričakovanju morebitnega uničenja, je bila večina notranje dekoracije ohranjena. 24. oktobra 1948 - prav v času 300. obletnice praznovanja Vestfalskega miru – je bila obnovljena dvorana miru, skupaj z zgodovinskim pohištvom in uradno ponovno odprta za poslovanje.

## Opis
Mestna hiša Osnabrück je zgrajena v poznogotskem slogu. Zunanja zasnova zgradbe pomembno vpliva na opazovalca. Za prednji pogled je značilna 18-m visoka streha, katere višina je skoraj enaka kot preostali del stavbe od temeljne plošče do kapi. Šest stolpičev je postavljeno na spodnjem robu strehe, ki spominjajo na stražarske stolpe in vogalne stolpe trdnjave. Poleg tega je bilo pred mestno hišo od leta 1846 dodano veliko stopnišče, ki je pripeljalo do približno 500-let starih vhodnih vrat z dveh strani (prej se je prišlo prek snemljivega sklopa lesenih stopnic). Ročaj teh vrat je narejen iz težkega brona in prikazuje leto "1648"; ima tudi golobico.
Kip Karla Velikega - ustanovitelja mesta in rimskokatoliške škofije Osnabrück - stoji nad vhodom. Na obeh straneh so na pročelju prikazani tako imenovane »Kaiser-Plastiken« (cesarski kipi): tu so nemški cesar Sigismund, Friderik II. (Staufovci), Rudolf I. Habsburški, Viljem I. (tudi kralj Prusije), Friderik I. Barbarossa , Arnulf Koroški, Maksimilijan I. in Ludvik Bavarski. Kipe je v 19. stoletju podarila mestni hiši pruska kraljeva družina, kar pojasnjuje prisotnost pruskega kralja in kasneje nemškega cesarja Viljema I. v vrsti cesarjev.
Friedensaal je nekaj metrov za vhodnimi vrati na levi; neposredno nasproti je zakladnica mestne hiše. Tukaj so shranjeni in prikazani številni dragoceni predmeti, med njimi civilno srebro, kovanci, vtiskane znamke in razni dokumenti. Posebej pomembni predmeti so dragoceni imperialni kelih iz 13.—14. stoletja in najstarejši pandur Osnabrücka. Poleg tega so na ogled dokumenti zgodovinskega pomena, vključno z repliko Vestfalskega miru – Osnabrücker Friedensinstrument – skupaj s kopijo dokumenta, s katerim je leta 1171 cesar Friderik Barbarossa ljudem Osnabrüka podelil pravico uveljavljati svojo jurisdikcijo.
V zgornjem nadstropju je model mesta Osnabrück, ki ga prikazuje, kot bi si izgledal leta 1633. Temelji na zemljevidu mesta iz tega leta, ki ga je izdelal iz bakrene pločevine Wenzel Holler. Model je med letoma 1955 in 1957 oblikoval kipar in žanrski slikar Heinrich Bohn (1911-1990).